# Matando güeros
Matando Güeros es el álbum debut de la banda estadounidense de deathgrind Brujería. Fue lanzado el 6 de julio de 1993 por la discográfica Roadrunner Records.

## Contenido
El disco contiene 19 canciones, de las cuales las últimas cuatro fueron  extraídas del sencillo Machetazos de 1992. Las piezas son rápidas y breves (ninguna supera los 4 minutos), mostrando  un lenguaje soez y directo.
Los temas tratados en este CD son diversos y oscuros: acerca de matanza a los estadounidenses (en la canción que da título al álbum), sobre cruzar la frontera (en "Cruza la Frontera"), las relaciones sexuales (como en "Chingo de Mecos") o el narcotráfico (en "Narcos Satánicos"). La muerte, la violencia y el satanismo están presentes en la mayoría de las composiciones, entre otros temas relacionados.

## Portada del álbum
Más allá de su fuerte contenido, este disco es uno de los más reconocidos de la banda por su polémica portada. Muestra a una persona fuera de la imagen sosteniendo una cabeza decapitada, quemada y en estado de putrefacción, que fue tomada de una fotografía real de la revista Peligro. Esta cabeza, apodada "Coco Loco", ha sido tomada por la banda como mascota y logotipo. En los créditos impresos en el disco se menciona a la publicación.

## Lista de canciones
Todas las canciones compuestas por  Brujería. (1993 Roadblock Music ASCAP/Machetazos Music ASCAP)
| N.º | Título                              | Duración |  |
| 1.  | «Pura de Venta»                     | 0:42     |  |
| 2.  | «Leyes Narcos»                      | 1:10     |  |
| 3.  | «Sacrificio»                        | 1:16     |  |
| 4.  | «Santa Lucía»                       | 0:43     |  |
| 5.  | «Matando Güeros»                    | 2:25     |  |
| 6.  | «Seis Seis Seis»                    | 1:19     |  |
| 7.  | «Cruza la Frontera»                 | 1:44     |  |
| 8.  | «Greñudos Locos»                    | 1:28     |  |
| 9.  | «Chingo de Mecos»                   | 1.16     |  |
| 10. | «Narcos Satánicos»                  | 1:50     |  |
| 11. | «Desperado»                         | 2:42     |  |
| 12. | «Culeros»                           | 0:52     |  |
| 13. | «Misas Negras (Sacrificio III)»     | 1:21     |  |
| 14. | «Chinga Tu Madre»                   | 3:11     |  |
| 15. | «Verga del Brujo / Están Chingados» | 3:43     |  |
| 16. | «Molestando Niños Muertos»          | 2:57     |  |
| 17. | «Machetazos (Sacrificio II)»        | 1:27     |  |
| 18. | «Castigo del Brujo»                 | 1:44     |  |
| 19. | «Cristo de la Roca»                 | 1:13     |  |

## Datos adicionales
"Güero" es un término mexicano para referirse a una persona de piel blanca, ojos de color claro y/o cabello rubio.
"Matando Güeros" apareció en la banda sonora de la película Gummo dirigida por Harmony Korine.
En algunas tiendas en los EE. UU. y otros países se niegan a vender el álbum, debido a la violencia de su portada. 
En una edición alternativa, Roadrunner ha lanzado una cinta promocional con los títulos de las canciones en blanco y la portada con un fondo negro.

## Personal

### Brujería
- Juan Brujo (Juan Lepe): vocales
- Asesino (Dino Cazares): guitarra
- Hongo (Shane Embury): guitarra; bajo adicional
- Güero Sin Fe (Billy Gould): bajo; guitarra adicional
- Fantasma (Pat Hoed): bajo adicional, coros
- Pinche Peach: samples,  coros
- Greñudo (Raymond Herrera): batería

### Personal adicional
- Hozicon Jr.: dirección

- Datos: Q1757361